# Wet op de Militaire Willems-Orde
De Wet op de Militaire Willems-Orde zoals vastgelegd in de "Wet tot herziening van de Wet van 30 april 1815 Nr 5 (Staatsblad Nr 33), houdende instelling van de Militaire Willems-Orde" geeft de ook nu nog geldende regels voor het bestuur van de Militaire Willems-Orde. De wet werd gearresteerd bij besluit van Hare Majesteit de Koningin in dato 30 april 1940. Door het uitbreken van de oorlog kon de wet niet in de Staatscourant worden gepubliceerd.
In hun Londense ballingschap wisten koningin en ministerraad niet meer of de wet nu wel of niet was getekend. 
Het in artikel 11 van de wet ingestelde Kapittel der Militaire Willems-Orde zal, zo stelt de wet " bestaan uit een door Ons te bepalen aantal leden en plaatsvervangende leden, zo mogelijk allen ridders der Militaire Willems-Orde. De Kanselier der Nederlandse Orden is lid en voorzitter van het Kapittel. Het Kapittel voegt zich een secretaris toe. De leden, zomede de plaatsvervangende leden van het Kapittel, worden door Ons benoemd en ontslagen. De taak van het Kapittel wordt door Ons omschreven".
De wet is laatstelijk gewijzigd op 30 april 1940.
Naast deze wet is er een bij Koninklijk Besluit vastgesteld Reglement op de Militaire Willems-Orde.